# Orazio Guidotti
Orazio Guidotti (... – ????) è stato un giurista italiano del XVIII secolo.
Ha pubblicato diverse opere sugli atti dei processi di Napoli. In particolare si ricorda l'edizione di una memoria presso il tribunale commerciale contro il console borbonico a Trieste. 
La controversia riguardava l'ordine di una provvista enorme di grano, segale e riso a nome del sovrano per conto del marchese Bernardo Tanucci, segretario di Stato. Secondo la memoria, la merce non sarebbe stata mai spedita a Napoli.